# Všeruby (hradiště)
Všeruby jsou výšinné sídliště nebo hradiště z pozdní doby halštatské a z raného středověku. Nachází se na ostrožně zvané Kočičí vrch nad potokem Burná asi 1,3 kilometru severozápadně od Všerub v okrese Plzeň-sever. Nedochovaly se žádné viditelné zbytky opevnění, ale archeologickými metodami zde bylo doloženo opevnění palisádou.

## Historie
Podle nálezů keramiky byla ostrožna osídlena v době halštatské a později ve střední době hradištní a ve třináctém století. Vzhledem k neúrodné půdě v okolí existuje hypotéza, že lokalita sloužila jako sídliště chovatelů dobytka. Existuje také jistá typologická podobnost s hradištěm u Nadryb. Z hlediska archeologie zde bylo poprvé dokumentováno opevnění výšinného sídliště bez dochovaných viditelných pozůstatků.

## Stavební podoba
Lokalitu tvoří vrcholová plošina o rozměrech 100 × 50 metrů. Za ní se nachází sedlo s úzkou šíjí, které odděluje menší plošinu s rozměry 20 × 50 metrů. V místech přístupové šíje byly odkryty dvě kůlové jamky utěsněné křemencovými oblázky považované za pozůstatek palisády.